# Cladomelea ornata
Cladomelea ornata är en spindelart som beskrevs av Hirst 1907. Cladomelea ornata ingår i släktet Cladomelea och familjen hjulspindlar. Inga underarter finns listade i Catalogue of Life.